# Legio X Equestris
La légion X de Jules César ou legio X Equestris (équestre), ou encore legio X Veneria est une unité militaire romaine de la fin de la République romaine, dont l'origine pourrait être antérieure à la conquête de la Gaule par Jules César.
Utilisée par Jules César en 58 av. J.-C. pour l'invasion de la Gaule, elle a été dissoute une première fois en 45 av. J.-C.. Après avoir été reformée, combattu puis s'être rebellée contre Auguste après la bataille d'Actium en 31 av. J.-C., elle a été renommée Legio X Gemina. Son symbole était le taureau.
Son surnom d'équestre vient de son utilisation par César comme garde du corps à cheval.

## Histoire
La formation de la légion pourrait dater de la Guerre Sociale de 90-89 av. J.-C. ou alors de l'année 72 av. J.-C. lorsqu'elle se trouve en Gaule transalpine. Cependant, compte tenu des sources actuelles, il est impossible de dire s'il s'agit de la même légion qu'utilisa Jules César pour faire la conquête de la Gaule. En 67-65 av. J.-C., il est fait mention d'une Xe légion en Gaule transalpine, lorsque Caius Calpurnius Piso mis fin à la révolte des Gaulois de la tribu des Allobroges. Après la révolte, la légion hiverna probablement dans les alentours de Narbonne, capitale de la Gaule narbonnaise.
La légion a combattu lors de la conquête de la Gaule (de 58 à 50 av. J.-C.), et c'est en s'illustrant dans différentes batailles qu'elle devint la légion favorite de Jules César. Ce dernier choisit même des légionnaires de cette légion pour l'escorter lors de son entrevue avec Arioviste, chef d'un peuple germanique en 58 av. J.-C. Or à cette époque, la cavalerie romaine est composée exclusivement d'allié, en les faisant remplacer par des légionnaires de la legio X, Jules César leur montre une énorme confiance et s'attache leur loyauté. Celle-ci lui étant désormais acquise, Jules César fait participer la légion à presque toutes ses batailles en Gaule : comme dans la phase finale de la bataille de Genève, à la bataille de la rivière Arar ou encore à celle de Bibracte contre les Helvètes (en 58 av. J.-C.). La légion s'illustre également contre Arioviste à la bataille de l'Ochsenfeld (en 58 av. J.-C.) ou contre les Belges à la Bataille de l'Aisne et à la bataille du Sabis (en 57 av. J.-C.). La legio X eut aussi un rôle important en Bretagne (en 55-54 av. J.-C.), peut-être à Avaricum, certainement à Gergovie, mais surtout dans le difficile et déterminant combat d'Alésia qui permit la soumission définitive des peuples gaulois à la République romaine en 52 av. J.-C.. À l'hiver 52-51 av. J.-C., la légion hiverna avec la Legio XII Fulminata au camp de Jules César à Bibracte.
Au début de guerre civile, la légion était dans les environs de Narbonne, en Gaule narbonnaise. Elle prit part au siège de Marseille, puis à la campagne en Hispanie, en 49 av. J.-C.. L'année suivante, elle est transférée en Macédoine, où elle combattit d'abord à Dyrrachium, puis à la bataille décisive de Pharsale, à l'aile droite, aile sur laquelle Jules César vainquit l'armée de Pompée le Grand,,. Puis, la légion a pris part à la bataille de Thapsus en 46 av. J.-C. en Afrique. Peu de temps après, la légion a été dissoute et ses vétérans envoyés près de Narbonne,. Par la suite, tandis que Jules César passait par Narbonne pour se rendre en Hispanie (fin de l'année 46 av. J.-C.), les vétérans demandèrent à être réintégré dans son armée. Le dictateur ordonna alors à Marc Antoine de reformer la legio X . La légion participa à la bataille de Munda de 45 av. J.-C..
Après l'assassinat de Jules César, et les nombreuses guerres civiles qui s'ensuivirent, la légion fut reconstituée par Lépide, et combat sous le commandement du triumvirat à la bataille de Philippes. Les vétérans obtinrent des terres près de Crémone. Grâce à une inscription trouvée, nous savons qu'à cette époque le nom de la légion était Veneria, c'est-à-dire fidèle à Vénus, de laquelle selon la légende descendait la gens Iulii, c'est-à-dire la famille de Jules César.
La légion suivit ensuite Marc-Antoine en Arménie, au cours de sa campagne militaire contre les Parthes et la légion continua à se battre pour lui-même dans la guerre civile qui l'opposa à Octave. Après la bataille d'Actium, la légion intègre "l'armée d'Octave". Les vétérans furent installés à Patras en Grèce. Quand la légion se rebella contre Auguste, elle fut privée du titre d'équestre (en latin Equestris) et, après avoir reçu l’apport de légionnaires d’autres légions, fut renommée legio X Gemina (jumelle).